# Sciurotamias
A Sciurotamias az emlősök (Mammalia) osztályának a rágcsálók (Rodentia) rendjébe, ezen belül a mókusfélék (Sciuridae) családjába tartozó nem.

## Rendszerezés
A nembe az alábbi 2 alnem és 2 faj tartozik:
- Sciurotamias Miller, 1901
  - Sciurotamias davidianus Milne-Edwards, 1867 - típusfaj
- Rupestes Thomas, 1922
  - Sciurotamias forresti Thomas, 1922